# Gianni Mazzocchi
Pour les articles homonymes, voir Mazzocchi.
Gianni Mazzocchi, né le 18 novembre 1906 et mort le 24 octobre 1984, est un éditeur de presse italien et propriétaire de magazines. Originaire du centre de l'Italie (Marches), il déménage au nord de Milan et devient l'un des principaux magnats de la presse écrite de son pays.

## Biographie
Gianni Mazzocchi fonde plus de quinze magazines nationaux, dont plusieurs, tels que Il Mondo, L'Europeo et Quattroruote, continuent à figurer en bonne place dans les kiosques à journaux du pays longtemps après sa mort,,.